# Kolektura Lotto

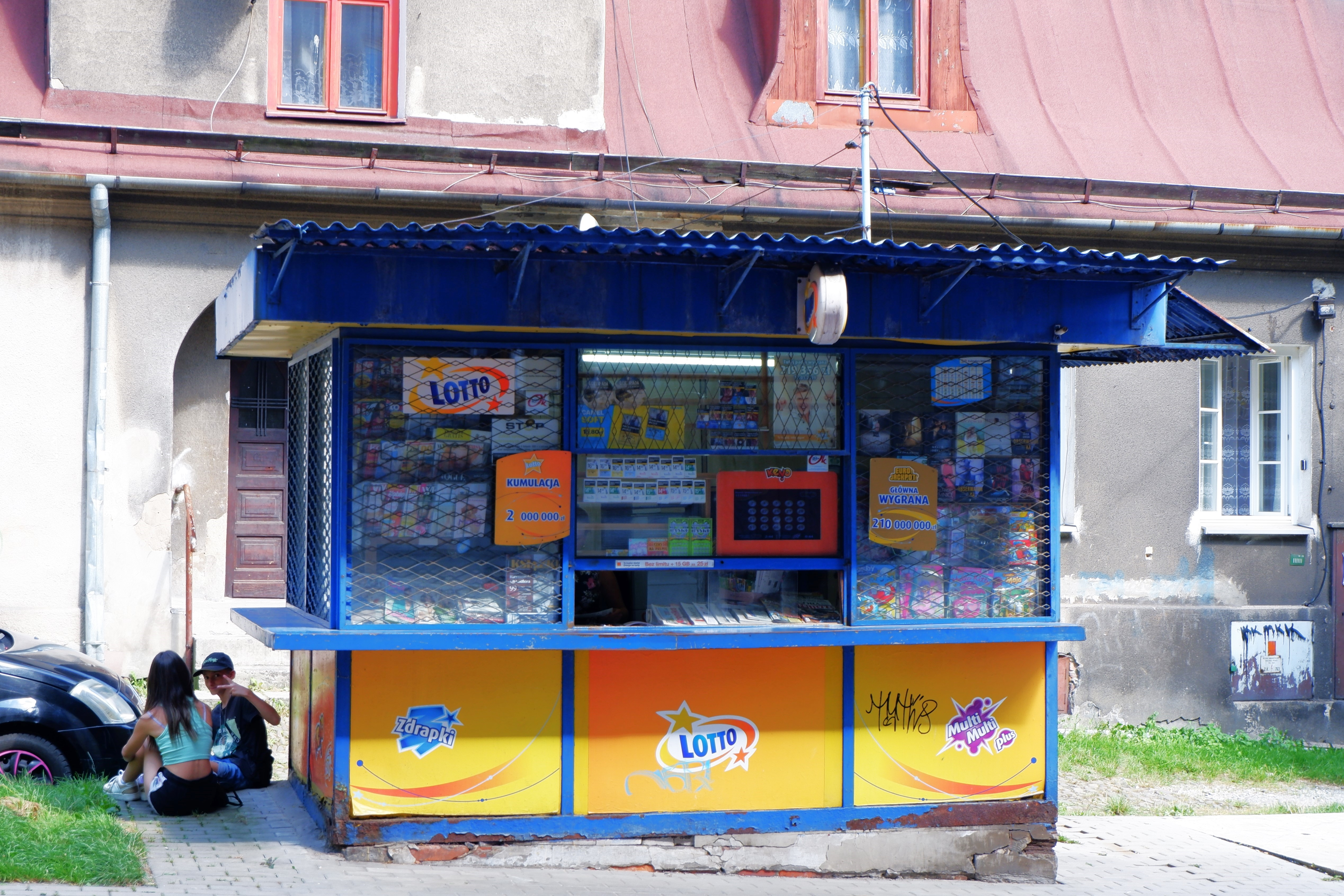
Typowa kolektura LOTTO

Kolektura Lotto – punkt sprzedaży zakładów w grach liczbowych Totalizatora Sportowego. Samodzielne kolektury mają często postać małego budynku w żółtym lub niebiesko-żółtym kolorze.